# Polinom minimal
În teoria corpurilor, o ramură a matematicii, polinomul minimal al unei valori α este, într-o exprimare neformală, polinomul cu cel mai mic grad având coeficienți de un tip specificat, astfel încât α este o rădăcină a polinomului. Dacă polinomul minimal al lui α există, acesta este unic. Coeficientul termenului de cel mai înalt grad din polinom trebuie să fie 1, iar coeficienții rămași ar putea fi de tip numere întregi, numere raționale, numere reale sau de alte tipuri.
Formal, un polinom minimal este definit în raport cu o extindere de corp E/F, ca element al extinderii de corp E. Polinomul minimal al unui element, dacă există, este un membru al F[x], inel de polinoame⁠(d), având variabila x și coeficienți în F. Având în vedere un element α din E, fie Jα mulțimea tuturor polinoamelor f(x) în F[x] astfel încât {\displaystyle f^{\prime }(\alpha )=0.} Elementul α se numește rădăcină sau zero al fiecărui polinom din Jα. Mulțimea Jα este un ideal al F[x]. Polinomul zero, ai cărui coeficienți sunt 0, este în fiecare Jα deoarece {\displaystyle 0\alpha ^{i}=0} pentru orice α și i. Acest lucru face ca polinomul zero să fie inutil pentru clasificarea diferitelor valori ale α în tipuri, deci este exceptat. Dacă există polinoame diferite de zero în Jα, atunci α se numește element algebric peste F, și există un polinom monic de cel mai mic grad în Jα. Acesta este polinomul minimal al α în raport cu E/F. Este unic și ireductibil peste F. Dacă polinomul zero este singurul membru al Jα, atunci α se numește element transcendent peste F și nu are polinom minimal în E/F.
Polinoamele minimale se folosesc la construirea și analiza extinderilor de corp. Când α este algebric cu un polinom minimal a(x), cel mai mic corp care conține atât F, cât și α este izomorf cu inelul factor F[x]/⟨a(x)⟩, unde ⟨a(x)⟩ este idealul lui F[x] generat de a(x). Polinoamele minimale sunt, de asemenea, utilizate pentru a defini elementele conjugate.

## Definiție
Fie E/F o extindere de corp, α un element din E, și F[x] inelul polinoamelor în x peste F. Elementul α are un polinom minimal atunci când α este algebric peste F, adică când {\displaystyle f(\alpha )=0} pentru un polinom diferit de zero f(x) în F[x]. Apoi, polinomul minimal al α este definit ca polinomul monic de cel mai mic grad dintre toate polinoamele din F[x] având ca rădăcină α.

### Unicitate
Fie a(x) polinomul minimal al lui α în raport cu E/F. Unicitatea lui a(x) se stabilește luând în considerare omomorfismul de inele⁠(d) subα din F[x] pe E care înlocuiește α cu x, adică subα(f(x)) = f(α). Nucleul subα, Ker(subα), este mulțimea tuturor polinoamelor din F[x] care au ca rădăcină α. Adică, Ker(subα) = Jα de mai sus. Deoarece subα este un omomorfism de inele, Ker(subα) este un ideal al lui F[x]. Deoarece F[x] este un inel principal ori de câte ori F este un corp, există cel puțin un polinom în Ker(subα) care generează Ker(subα). Un astfel de polinom va avea cel mai mic grad dintre toate polinoamele diferite de zero din Ker(subα), iar a(x) este considerat ca fiind polinom monic unic printre acestea.

#### Unicitatea polinomului monic
Se presupune că p și q sunt polinoame monice în Jα de grad minim n > 0. Deoarece p – q ∈ J α și grad(p – q) < n rezultă că p – q = 0, adică p = q.

## Proprietăți
Un polinom minimal este ireductibil. Fie E/F o extindere de corp peste F ca mai sus, α ∈ E și f ∈ F[x] un polinom minimal pentru α. Se presupune că f = gh, unde g, h ∈ F[x] sunt de grad mai mic decât f. Acum f(α) = 0. Deoarece corpurile sunt, de asemenea, domenii de integritate, g(α) = 0 sau h(α) = 0. Acest lucru contrazice minimalitatea gradului lui f. Ca urmare, polinoamele minimale sunt ireductibile.

## Exemple

### Polinomul minimal al unei extinderi de corp Galois
Fiind dată o extindere de corp Galois⁠(d) {\displaystyle L/K} polinomul minimal al oricărui {\displaystyle \alpha \in L} nu în {\displaystyle K} poate fi calculat prin 
{\displaystyle f(x)=\prod _{\sigma \in {\text{Gal}}(L/K)}(x-\sigma (\alpha ))}
dacă {\displaystyle \alpha } nu are stabilizatori în acțiunea Galois. Deoarece este ireductibil, lucru care poate fi dedus privind rădăcinile {\displaystyle f^{\prime }}, este polinomul minimal. De reținut că același tip de formulă poate fi găsită prin înlocuirea {\displaystyle G={\text{Gal}}(L/K)} cu {\displaystyle G/N} unde {\displaystyle N={\text{Stab}}(\alpha )} este grupul de stabilizare al {\displaystyle \alpha }. De exemplu, dacă {\displaystyle \alpha \in K} atunci stabilizatorul său este {\displaystyle G}, deoarece {\displaystyle (x-\alpha )} este polinomul său minimal.

### Extinderi de corp pătratice

#### Q(√2)
Dacă F = Q, E = R, α = √2, polinomul minimal pentru α este a(x) = x2 − 2. Corpul de bază F este important deoarece determină posibilitățile pentru coeficienții lui a(x). De exemplu, dacă se ia F = R, atunci polinomul minimal pentru α = √2 este a(x) = x − √2.

#### Q(√d)
În general, pentru extinderea pătratică liberă de pătrate {\displaystyle d}, calculul polinomului minimal al unui element {\displaystyle a+b{\sqrt {d}}} poate fi făcut folosind teoria lui Galois. Atunci 
{\displaystyle {\begin{aligned}f(x)&=(x-(a+b{\sqrt {d}}))(x-(a-b{\sqrt {d}}))\\&=x^{2}-2ax+(a^{2}-b^{2}d)\end{aligned}}}
 în particular aste implică {\displaystyle 2a\in \mathbb {Z} } și {\displaystyle a^{2}-b^{2}d\in \mathbb {Z} }. Acestea pot fi folosite pentru a determina {\displaystyle {\mathcal {O}}_{\mathbb {Q} ({\sqrt {d}})}} cu o serie de relații folosind aritmetica modulară.

### Extinderi de corp bipătratice
Dacă α = √2 + √3, atunci polinomul minimal în Q[x] este a(x) = x4 − 10x2 + 1 = (x − √2 − √3)(x + √2 − √3)(x − √2 + √3)(x + √2 + √3).
De notat că dacă {\displaystyle \alpha ={\sqrt {2}}} atunci acțiunea Galois pe {\displaystyle {\sqrt {3}}} stabilizează {\displaystyle \alpha }. Prin urmare, polinomul minimal poate fi obținut folosind grupul de coeficienți {\displaystyle {\text{Gal}}(\mathbb {Q} ({\sqrt {2}},{\sqrt {3}})/\mathbb {Q} )/{\text{Gal}}(\mathbb {Q} ({\sqrt {3}})/\mathbb {Q} )}.

### Rădăcini ale unității
Polinoamele minimale din Q[x] ale rădăcinilor unității sunt polinoame ciclotomice⁠(d).

### Polinoame Swinnerton–Dyer
Polinomul minimal din Q[x] al sumei rădăcinilor pătrate ale primelor n numere prime este construit în mod analog și se numește polinom Swinnerton–Dyer.